# بيورن كريستوفرسن
بيورن كريستوفرسن (بالنرويجية البوكمول: Bjørn Christophersen)‏ هو مؤرخ عسكري نرويجي، ولد في 30 ديسمبر 1900، وتوفي في 27 يونيو 1985.